# 크레시 전투
크레시 전투(Battle of Crécy)는 1346년 8월 26일 북부 프랑스 항구도시 칼레 남쪽에 위치한 크레시앙퐁티외에서 일어난 전투이다. 백년 전쟁에서 가장 중요한 전투로 꼽힌다. 이 전투에서 영국군은 새로운 무기와 전술의 혼합을 통하여 기사도의 시대를 끝냈다고 역사가들은 평가하고 있다.

## 요약
잉글랜드의 에드워드 3세가 이끄는 잉글랜드군은 대략 12,000명밖에 없었고, 프랑스의 필리프 6세가 이끄는 프랑스군은 대략 30,000~40,000명이었던 것으로 추산된다. 심각한 수적 열세에 처해있는 잉글랜드군이 엄청난 대승을 거둔 이유는, 더 뛰어난 무장과 전술 때문이었다고 여겨진다. 이 전투에서 잉글랜드군은 현대 화력 개념의 중세적 도입을 성공적으로 이루어냈다. 장궁병의 집단 사격은 프랑스 기사들에게 치명적인 피해를 주었다. 이 사실은 당시까지 통용되던 "궁병은 무장한 기사에게 별반 피해를 입힐 수 없다"라는 통념을 완전히 깨뜨렸다.
이 전투에서 프랑스군의 용맹한 기사들은 장궁병에게 돌격하다가 진흙탕에 빠져 탈진해 있었다. 그 결과로 보드킨 화살에 완전히 꿰뚫리는 신세가 되었다. 이 전투의 결과로 프랑스 귀족의 3분의 1이 사망한 것으로 알려져 있다.
전투 후반에, 장궁병들도 기사의 갑옷을 꿰뚫기 힘들게 되자, 그들은 기사들의 측면으로 돌아가 말을 화살로 공격해 죽였다. 그래서 기사들은 진흙탕 한가운데에서 무거운 철갑을 입고 두 발로 서 있을 수밖에 없었다.
많은 역사가들은 이 전투를 "기사도 시대의 종말"로 보고 있다. 왜냐하면 이 전투 도중에 많은 부상자와 포로들이 "즉결 처형" 당했기 때문이다. 이것은 기사도 정신에 완벽하게 위배되는 일이다. 그리고 말 위에 탄 기사는 더 이상 보병들에게 "무적"이 아니게 되었다.

## 배경
1337년 전쟁이 시작되었고, 1340년 6월 23일에 일어난 슬로이스 해전에서 승리한 잉글랜드였지만, 지상전에서는 고전을 면치 못해, 그이상 전과를 올리지 못하고 2년간 휴전에 들어갔다. 그 사이 브르타뉴 계승전쟁이 시작되면서 양쪽의 대리전쟁의 양상을 보이기 시작하자, 1340년에 에드워드 3세는 플랑드르지방을 통해 프랑스를 침공하려고 했지만, 재정적 문제와 불확실한 동맹관계 때문에 침공을 포기했다. 5년후 에드워드 3세는 전쟁을 재개하여 아키텐에 더비 백작 헨리가 이끄는 군대를 보냈다. 다음해 에드워드 3세는 직접 군을 이끌고, 노르망디에 상륙하여 캉 등을 공략한 후 7월 26일 카엔 전투에서 승리한 잉글랜드군은 8월 24일 블랑셰타크 전투에서 다시 승리하였다. 이윽고 파리까지 침공하였다.
그러나 필리프 6세는 아키텐에서도 병사들을 불러들여 생드니에 대군을 집결시켰다. 이것을 느낀 에드워드 3세는 플랑드르로 철수하기 위해 북상을 개시했다. 프랑스군은 이를 쫓았으나, 잉글랜드군은 낮은 개천을 방위하여 프랑스군 분대를 격파하고 솜므 강을 건너는 데 성공했다. 잉글랜드군을 포위하려던 프랑스 군의 작전은 실패했고, 잉글랜드군은 전투에 유리한 지형이 있는 크레시에서 대열을 정비하고, 전투태세에 들어가 프랑스군을 기다렸다. 급히 추격해 왔던 필리프 6세는 적이 전투태세를 갖추고 기다리는 모습을 보고, 휴식을 취한 뒤 다음 날 아침에 전투를 벌일 생각을 했지만, 대군대 때문에 통제가 어려워 혼란이 발생하기 시작했기 때문에 당일 전투를 벌이기로 결정했다.

## 전투

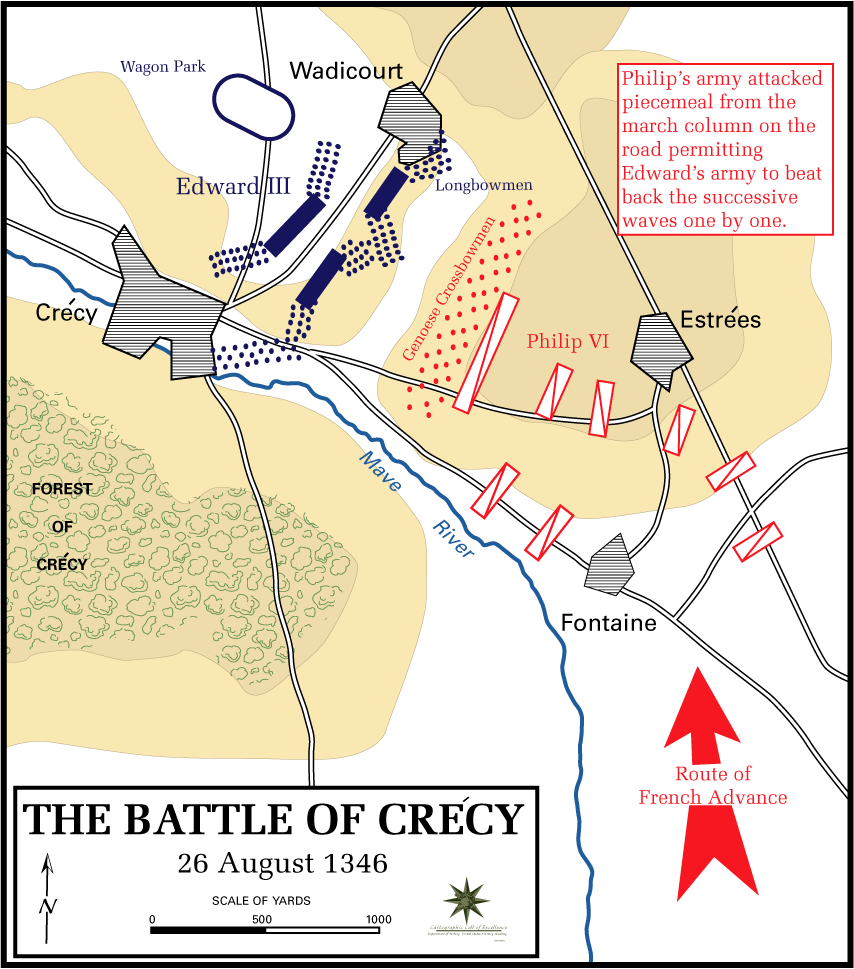
크레시 전투 초기 양군 병력 배치도

### 잉글랜드군의 진형
8월 26일 아침, 잉글랜드군은 스코틀랜드 독립전쟁에서와 마찬가지로 웨일스에서 징병한 장궁병 부대의 약점을 보완하기 위해 크레시 도시 근교의 낮은 산에 진지를 구축했다. 방어적인 진형을 짠 에드워드 3세는 모든 병사들에게 말에서 내리라고 명령했다. 에드워드 3세는 잉글랜드군 중앙에 3개의 보병대를 배치하고, 당시 16살이었던 아들 흑태자 에드워드가 그 중 한 부대를 지휘하도록 했다. 완만한 경사에 걸쳐 역V자형으로 구성된 양익에 장궁병부대를 배치하고, 공격에 약한 그들에게 기병의 돌격과 진격속도를 늦추기 위해 캘트롭과 장애물들을 전방에 깔아 놓았다. 에드워드 3세 자신은 후방에 진을 구축하고, 풍차를 지휘소로 삼았다. 후방에 위치한 언덕이 시야 확보와 안전에 좋았기 때문에, 에드워드 3세와 측근들은 그 곳에서 전투를 지휘했다.

### 프랑스군 도착
정오쯤에 이르러 전장에 필리프 6세가 이끄는 프랑스군이 도착했다. 프랑스군의 기사는 자신들의 힘을 과신하고, 혈기왕성하여 무질서했고, 적을 무시했다. 필리프 6세는 통솔이 어려움을 알고, 당일 전투개시를 결정했다. 필리프 6세는 잉글랜드군의 장궁병에 대항하기 위해 제노바 노궁병들에게 전열을 맡겼고, 후열을 프랑스 기사들(중기병부대)로 채웠다.
| “                                                 | 잉글랜드군은 세 개의 부대로 나누어 편성되어 있었다. 자리에 앉아 프랑스군이 진격하는 것을 바라보면서, 천천히 그러나 단호하게 자리를 잡고 전열을 정비했다. 여기서 알아야 할 점은 프랑스군의 왕, 백작, 남작 등 모든 지휘관들이 정규 전술을 무시하면서 제멋대로 이동했다는 점이다. 15,000명 정도의 제노바 노궁병들은 완전무장한 채로 노궁을 들고 6일 동안이나 행군해 왔었다. 이 날의 전투에서 무언가를 하기에는 너무 피곤했다는 소리다. 알랑콩 백작이 말했다. '이런게 바로 저런 쓰레기들을 고용했을 때 발생하는 일이야. 아마 저들은 정작 필요한 순간에는 아무 일도 하지 못할 거다.' | ” |
| — 프랑스 연대기 작가 프루아사르(Froissart)의 기록 | |   |

### 장궁 대 노궁

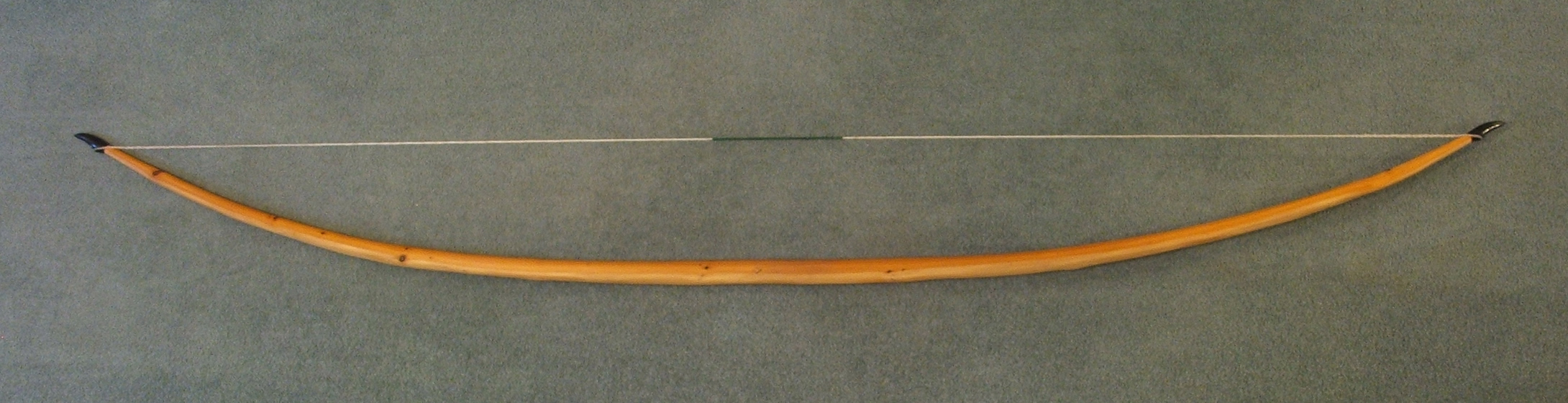
영국의 장궁

선공은 프랑스군 제노바인 용병들로 구성된 노궁병들이 사격을 개시했다. 15,000명의 노궁병이 일제히 잉글랜드군의 진형을 흐트러뜨리기 위해 볼트의 소나기를 날렸다. 필리프 6세는 영국군의 사기를 꺾기 위해 악단을 데려 왔는데, 선공과 함께 우렁찬 음악이 울려 퍼졌다. 이 공격에 대해 웨일스의 자유농민들로 구성된 장궁병 부대들이 응사하기 시작해 사격전이 시작되었다. 그러나 노궁병들은 이 날의 전투에서 완전히 쓸모 없었음을 사상자로 증명했다. 이들은 1분당 3-5발의 화살을 쏠 수 있었는데, 그에 비해 영국 장궁병들은 1분에 10-20발의 화살을 쏠 수 있었다. 그것은 에드워드 1세 시대부터 시간을 들여 연습을 시켜 숙련도가 높아져 노궁에 비해 다루기 힘들던 장궁을 완벽하게 사용할 수 있었던 것이다. 게다가 행군하는 동안 노궁이 비를 맞았기 때문에 위력이 급감해 있었다.
장궁병들은 비가 오는 동안 단순히 활줄을 풀어 놓아서 이런 대참사를 피할 수 있었다. 노궁병들은 그들의 트레이드 마크인 파비스 방패도 가져오지 않았다. 보급 행렬에 방패를 놓아두고 그대로 싸운 것이다. 혼란에 빠진 채로 노궁병들은 엄청난 사상자를 낸 채 퇴각했다. 본래 사정거리나 명중률로 보면 노궁이 더 뛰어났으나, 장궁병이 윗쪽에서 아래로 사격을 퍼부었기에 지리적인 우위에 서있었기 때문이었다.

### 프랑스 중기병 돌격

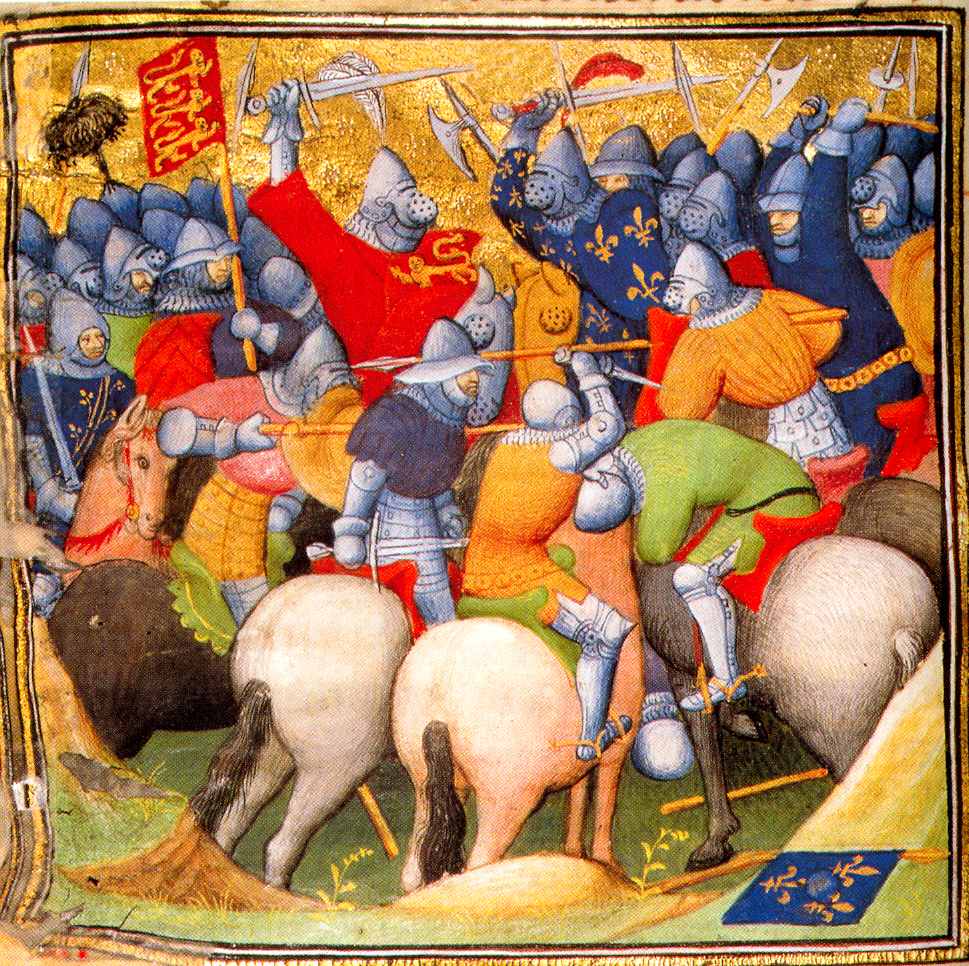
크레시 전투의 근접전

그런데 이 노궁병들을 겁쟁이라고 생각한 프랑스 군대가 도망치는 노궁병들을 죽이기 시작했다. 프루아사르에 의하면, 필리프 6세가 직접 도망자 살해를 명령했다고 한다. 잉글랜드군은 코니쉬 보병과 웨일스 보병이 진군하는 동안 계속 장궁을 쐈다. 이 사격 때문에 많은 프랑스 기사가 죽었다.
노궁병들의 한심한 짓거리를 살펴보던 프랑스 기사들이 줄을 맞춰 돌격했다. 하지만 경사와 진흙탕, 잉글랜드군이 미리 뿌려둔 장애물들이 돌격의 속도를 늦추어 위력을 감소 시켰다. 기사들이 헤매고 있는 동안 장궁병들은 화살의 커튼을 뿌렸다. 무려 16번이나 돌격 시도를 했지만 프랑스 기사들은 잉글랜드군의 전열을 전혀 흐트러뜨리지 못했다. 에드워드 3세의 아들, 흑태자 에드워드가 전투 중 위기에 처했지만 에드워드 3세는 구원병을 보내는 것을 거절했다. 나중에 그는 그것이 "자신의 아들이 분발하기를 원해서"였다고 말했다. 그 결과 흑태자는 자신이 아주 뛰어난 군인이라는 것을 증명했다.
밤이 되자, 필리프 6세는 총퇴각을 명했다. 아주 당혹스럽고 처절한 프랑스군의 패배였다.

## 전투의 피해
이 전투의 피해는 매우 컸다.
- 프랑스군과 제노바 용병들의 사상자는 10,000~30,000명으로 추정된다. 현재 중론으로는 12,000명이라고 하고, 11명의 왕자와 1,200명의 기사를 포함한 수치이다. 필리프 6세 자신도 중상을 입었다.
- 영국은 150~250명의 매우 적은 숫자였다. 이 수치에 대해서는 신빙성이 낮아서 과소평가되었을 공산이 있다.

사망자 중 프랑스 측의 중요한 귀족은 다음과 같다.
- 알랑송 백작 샤를 2세(Charles II, Count of Alençon ;필리프 6세의 동생)
- 보헤미아의 왕이자 신성로마제국의 황제 카를 4세의 친부 얀(체코어: Jan Lucemburský, 독일어: Johann von Luxemburg 요한 폰 룩셈부르크)(John I, King of Bohemia and Count of Luxemburg)
- 플랑드르 백작 루이 1세(Louis I, Count of Flanders)
- 로렌 공작 라울
- 콘시 앙겔란드 6세 (Enguerrand VI, Lord of Coucy)

## 결과
프랑스군이 퇴각하자 잉글랜드군은 부상자 중에서 몸값을 받을 만한 사람을 추려냈다. 부상이 심해 옮기기 어려운 기사는 미제리코르테(자비의 단검)라는 칼로 갑옷으로 보호되지 않는 겨드랑이 부분을 통해 심장을 찌르거나 바이저 틈새로 머리를 찔러 죽였다. 크레시 전투에서는 소작농이 기사를 죽였으며, 기사가 다른 기사와의 일대일 전투가 아니라 이름 모를 평민의 화살에 맞아 죽었으므로 기사도에 따른 전투가 아니었다.
크레시 전투는 잉글랜드·웨일즈 장궁병이 프랑스의 노궁병과 중무장 기사 조합보다 우수함을 증명한 전투였는데, 자유 농민이었던 장궁병은 당시의 노궁병보다 화살을 더 많이, 더 멀리 쏠 수 있었기 때문이다. 크레시 전투의 결과는 이후 상당 기간 전술에 큰 영향을 주었다. 크레시에서 승리한 에드워드 3세는 칼레를 11개월 동안 포위공격한 끝에 프랑스 북부에 교두보를 확보할 수 있었으나(칼레 포위전) 흑사병 등으로 인해 일시 휴전 협정을 맺고 본국으로 귀환했다. 1356년에 일어난 백년 전쟁의 다음 전투인 푸아티에 전투도 크레시 전투와 유사하게 전개되어 프랑스군에게 또 하나의 패배를 안겨 주었다.

## 참고 자료
- Andrew Ayton, Philip Preston, et al., The Battle of Crecy, 1346 (Boydell Press, 2005)
- Amt, Emilie, Ed., Medieval England 1000–1500: A Reader (Broadview Press: Peterborough, Ontario, 2001). ISBN 1-55111-244-2
- Cornwell, Bernard, Harlequin (Harper Collins, 2000) ISBN 0-00-651384-D

## 같이 보기
- 백년전쟁